# 泰格伯格山
泰格伯格山（德語：Tegelberg）是位於德國巴伐利亞州的一座山峰，是阿爾卑斯山脈的一部分，最高處海拔1881米。

## 外部連結
- Die Rohrkopfhütte in Schwangau （页面存档备份，存于）
- Tegelberg bei www.GpsWandern.de （页面存档备份，存于）
- Panoramarestaurant am Tegelberg (Schwangau) （页面存档备份，存于）
- Tegelberghaus （页面存档备份，存于）
- Tegelberg - Schönleitenschrofen （页面存档备份，存于）